# Славянский легион
Славянский легион (укр. Слов'янський легіон) — войсковое подразделение, сформированное из казаков в Османской империи; действовало в Крымской войне на стороне союзных сил против России.
Создание регулярных казачьих подразделений в турецком войске в период Крымской войны связано с деятельностью польского шляхтича Михаила Чайковского (бывшего в то время подданным султана Абдул-Меджида I под именем Садык-паша). Ещё в начале 1850-х годов Чайковский начал переговоры с османским правительством о формировании казачьих отрядов. Уже в 1851 году появляются первые «казак-алай». В 1853 году, с началом Крымской войны, Садык-паша был призван в ряды турецкой действующей армии и назначен начальником всего казацкого населения Порты. Он сформировал из славян христианских исповеданий, преимущественно задунайских (бывших запорожских) казаков, казачий полк по регулярному образцу (по разным оценкам численность составляла от 1400 человек), получивший впоследствии название «Славянского легиона». Полк был строевым, для казаков были закуплены арабские скакуны, в качестве языка команд использовался украинский язык. Из Константинополя были привезены казачьи знамёна Запорожской Сечи, и уже 23 января 1854 года османские казаки принесли присягу, а Садык-паша получил от султана Абдул-Меджида I титул «Мириан-паша» (кошевой атаман). Сразу после присяги полк выступил к Шумле. После сражений при Журже и Фратешти в феврале 1854 года Славянский легион  вошёл в Бухарест и занимал этот город в течение 15 дней, до прибытия войск Омер-паши. На начало марта казачьи отряды заняли позиции на реке Прут, готовясь к боям с русскими. Под давлением Австрии, желавшей окончания войны, султан отдал приказ об отводе войск, и казаки так и не приняли участия в боях с русскими войсками. Позже казаки и некрасовцы были посланы в Добруджу для подавления антиосманского движения.
После заключения Парижского мира казачий полк, в награду за службу, был внесён в список регулярных полков османской армии (низам). В течение двух следующих лет казаки боролись с православными греческими повстанцами в Фессалии и Эпире, откуда полк был переведён в обсервационный лагерь в Косово и затем, в 1862 году, снова отправлен на границы Греции по случаю революции, низвергшей короля Оттона I.